# Бринє
45°02′ пн. ш. 15°08′ сх. д. / 45.03° пн. ш. 15.13° сх. д.
Бринє (хорв. Brinje) – громада і населений пункт в Лицько-Сенській жупанії Хорватії.

## Населення
Населення громади за даними перепису 2011 року становило 3 256 осіб, 1 з яких назвали рідною українську мову. Населення самого поселення становило 1 479 осіб.
Динаміка чисельності населення громади:
Динаміка чисельності населення центру громади:

## Населені пункти
Крім поселення Бринє, до громади також входять:
- Глибодол
- Єзеране
- Криж-Камениця
- Крижполє
- Летинаць
- Липице
- Прокике
- Рапайн-Кланаць
- Стайниця
- Водотеч
- Жута Локва

## Клімат
Середня річна температура становить 8,71°C, середня максимальна – 22,86°C, а середня мінімальна – -7,12°C. Середня річна кількість опадів – 1390,00 мм.
| Клімат поселення                              | Клімат поселення | Клімат поселення | Клімат поселення | Клімат поселення | Клімат поселення | Клімат поселення | Клімат поселення | Клімат поселення | Клімат поселення | Клімат поселення | Клімат поселення | Клімат поселення | Клімат поселення |
| Показник                                      | Січ.             | Лют.             | Бер.             | Квіт.            | Трав.            | Черв.            | Лип.             | Серп.            | Вер.             | Жовт.            | Лист.            | Груд.            |                  |
| Середній максимум, °C                         | 5,31             | 6,94             | 10,30            | 14,38            | 18,90            | 22,44            | 22,86            | 22,70            | 18,52            | 13,96            | 8,60             | 4,07             |                  |
| Середня температура, °C                       | −0,92            | 0,74             | 4,09             | 8,16             | 12,69            | 16,23            | 18,34            | 18,18            | 13,99            | 9,43             | 4,07             | −0,46            |                  |
| Середній мінімум, °C                          | −7,12            | −5,49            | −2,12            | 1,95             | 6,48             | 10,01            | 13,82            | 13,64            | 9,46             | 4,90             | −0,45            | −4,99            |                  |
| Норма опадів, мм                              | 94               | 95               | 101              | 116              | 104              | 111              | 78               | 95               | 135              | 160              | 169              | 132              |                  |
| Середньомісячна швидкість вітру, м/с          | 2.36             | 2.49             | 2.70             | 2.58             | 2.40             | 2.22             | 2.16             | 2.12             | 2.17             | 2.31             | 2.57             | 2.58             |                  |
| Середньомісячна сонячна радіація, кДж/м²·день | 4290             | 6992             | 10427            | 14893            | 19096            | 20774            | 22535            | 19235            | 14047            | 8945             | 4701             | 3548             |                  |
| --------------------------------------------- | ---------------- | ---------------- | ---------------- | ---------------- | ---------------- | ---------------- | ---------------- | ---------------- | ---------------- | ---------------- | ---------------- | ---------------- | ---------------- |
| Джерело:                                      |                  |                  |                  |                  |                  |                  |                  |                  |                  |                  |                  |                  |                  |